# 桑迪斯特·蒂

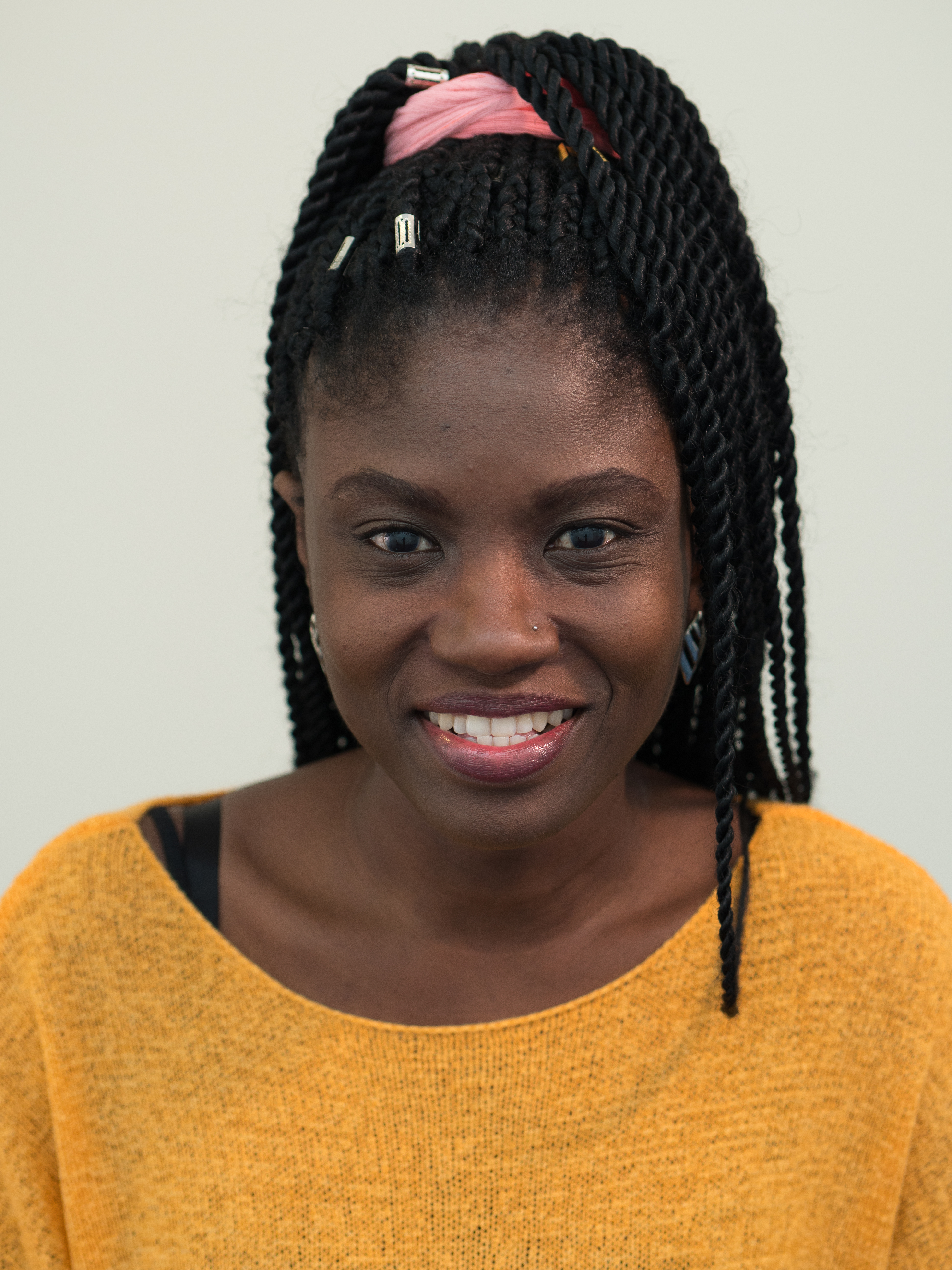
桑迪斯特·蒂

桑迪斯特·蒂（?—）是一位加納记者。在2020年10月15日被維基百科聯合創始人吉米·威爾斯評為2020年年度维基人，因其在維基百科報導加納的COVID-19疫情做出的貢獻而受到讚揚，這有助於永久記錄該疫情對該地區的影響。由於旅行的限制，威爾斯無法按慣例親自將獎項授予蒂，而是使用Zoom與她通話交談。